# Joičiro Kakitani
Joičiro Kakitani (japonsko 柿谷 曜一朗), japonski nogometaš, * 3. januar 1990.
Za japonsko reprezentanco je odigral 18 uradnih tekem.